# Richard Nicolls
Richard Nicolls (* 1624 in Ampthill, Bedfordshire; ⚔ 28. Mai 1672 vor Suffolk, Nordsee) war von 1664 bis 1668 der erste englische Gouverneur der Provinz New York.

## Leben

### Militärische Karriere in Europa
Nicolls war der Sohn des Juristen Francis Nicolls, der den Rang eines Knappen des 2. Lord Bruce of 
Kinloss innehatte, und Margaret Nicolls, Tochter des schottischen Landadligen und Unternehmers Sir George Bruce. Sein Vater war Pächter in der königlichen Jagddomäne Ampthill Park; durch diesen Umstand und wegen seiner familiären Verbindungen zum schottischen Adel verwundert es nicht, dass Nicolls nach Ausbruch des englischen Bürgerkriegs auf Seiten der Royalisten in den Militärdienst eintrat. Er kommandierte eine Kavallerieeinheit, seine beiden Brüder Edward und Francis wurden Kommandeure von Infanterieeinheiten. Nach der Niederlage der Royalisten folgte er mit seinen Brüdern der Königsfamilie ins französische Exil und schloss sich dort dem Gefolge des Duke of York an, der 1685 als James II. König von England werden sollte. 1652 nahm er als Teil einer vom Duke geführten Militäreinheit unter dem Oberbefehl Turennes an der Niederschlagung der Fronde teil. Nach der Restauration 1660 kehrte er nach England zurück und wurde Kammerjunker (groom of the bedchamber) des Dukes; seine Brüder waren unterdessen im französischen Exil verstorben.

### Gouverneur von New York
Am 12. März 1664 sprach König Charles II. seinem Bruder James, dem Duke of York, die gesamte Atlantikküste zwischen Neuengland und Maryland zu; die neue Kolonie sollte nach ihrem Eigentümer den Namen New York erhalten. So sollte die niederländische Kolonie Nieuw Nederland für die englische Krone erobert werden, um die englische Vormachtstellung in Nordamerika zu stärken. Der König setzte in dieser Hinsicht die Außenpolitik Oliver Cromwells fort, der gegenüber den Niederländern in Nordamerika eine zunehmend aggressive Expansionspolitik betrieben hatte. Nicolls wurde die Führung der Expedition nach Nordamerika aufgetragen. Ihr Ziel war neben der Eroberung Nieuw Nederlands auch, die Autorität der wiederhergestellten Monarchie auch in Neuengland sicherzustellen – die dortigen englischen Kolonien waren puritanisch dominiert und hatten sich im Bürgerkrieg auf die Seite Cromwells geschlagen.
Die Expedition stach am 25. Mai 1664 mit vier Schiffen und rund 300 Soldaten in Portsmouth in See. Neben Nicolls gehörten zu den Leitern der königlichen Delegation Sir Robert Carr, George Cartwright und Samuel Maverick. Am 27. Juli des Jahres erreichte die Expedition Boston, wo Nicolls Verstärkung aus den Reihen der neuenglischen Kolonisten anforderte. Noch bevor diese 200 zusätzlichen Mann mobilisiert waren, ergab sich Nieuw Amsterdam, die Hauptstadt der niederländischen Kolonie, gegen den Willen Pieter Stuyvesants wenige Tage nach Ankunft der englischen Flotte vor dem Hafen der Stadt am 27. August 1664 kampflos.
Nicolls übernahm so als kommissarischer Gouverneur die Leitung der neuen englischen Kolonie, die fortan den Namen New York trug. Im Umgang mit den geschlagenen Niederländern war er um Ausgleich und Nachsicht bemüht; er garantierte ihnen Besitzstand, Religionsfreiheit und den Fortbestand vieler niederländischer Zivilrechte. Das englische Recht wurde umgehend in den bereits überwiegend oder teils von Engländern besiedelten Gebieten Long Island, Staten Island und Westchester eingeführt, in den niederländisch dominierten schrittweise. Nicolls setzte mit seinem Sekretär Mathias Nicolls schließlich ein Landrecht für die Kolonie auf, die so genannten Duke’s Laws. Sie wurden bei der ersten Generalversammlung der Kolonie am 12. März 1665 in Hempstead, Long Island, verkündet und blieben bis 1683 in Kraft. Nicolls stützte sich bei der Formulierung dieser Gesetze teils auf Rechtskodizes der neuenglischen Kolonien, so in der Einführung von Geschworenengerichten und einer progressiven Vermögenssteuer. Trotz dieser Zugeständnisse waren die Duke’s Laws im Grunde eher absolutistisch geprägt. So behielt sich der Duke of York als Eigentümer der Kolonie das Recht auf die Erteilung von neuen Pacht- und Siedlungspatenten vor.

### Rückkehr nach Europa
Nicolls kehrte im Sommer 1668 nach England zurück und begab sich wiederum in die Dienste des Duke of York; sein Nachfolger im Gouverneursamt wurde Francis Lovelace. Nicolls wurde im Dritten Englisch-Niederländischen Seekrieg in der Seeschlacht von Solebay am 28. Mai 1672 tödlich verwundet, als sein von Sir John Cox kommandiertes Schiff Royal Prince beschossen wurde. Die Kanonenkugel, die ihn tötete, wurde als Teil seines Grabmals im Altarraum der Kirche seines Geburtsorts Ampthill verbaut.